# Schefflera nodosa
Schefflera nodosa är en araliaväxtart som först beskrevs av Friedrich Anton Wilhelm Miquel, och fick sitt nu gällande namn av F.M.Mull. Schefflera nodosa ingår i släktet Schefflera och familjen araliaväxter.
Artens utbredningsområde är Sulawesi. Inga underarter finns listade.